# Saperda quercus
Saperda quercus је врста инсекта из реда тврдокрилаца (Coleoptera) и породице стрижибуба (Cerambycidae). Сврстана је у потпородицу Lamiinae.

## Распрострањеност
Врста је распрострањена на подручју Балканског полуострва и Средњег истока. У Србији је веома ретка врста.

## Опис
Тело је обрасло длакама. На елитронима се налазе светле тачке. Бочно на абдомену налази се по једна гола, црна, удубљена пега. Слична је врсти Saperda populnea, али је крупнија. Дужина тела је од 13 до 17 мм.

## Биологија
Животни циклус траје 2 године. Развој ларве је недовољно познат, вероватно се одвија у храстовим гранама, на којима се обично налазе и адулти. Активни су у мају. 

## Статус заштите
Врста се налази на Европској црвеној листи сапроксилних тврдокрилаца.

## Синоними
- Compsidia quercus (Charpentier, 1825)